# ピノクル
ピノクル（pinochle）は、アメリカのカードゲーム（トランプゲーム）の一種で、ハーツやスペードに次いで人気があるトリックテイキングゲームである。

## 概要
ピノクルは、スカート等と同様のポイントトリックゲームであり、低位のカードを使用しない点や、Aについで10が強い点もスカートに似ている。アメリカでは、ピノクル専用の48枚組のトランプも市販されている。

## 遊び方

### 準備するもの
ピノクルを遊ぶために必要なものは、後述のもの。
- プレイヤー4人（相向かいの2人がペア）
- 各スートの2～8を除いたトランプ2組（各スートのランクは、A、10、K、Q、J、9の順。同カードが出されたときは、先に出されたほうが強い。）

### ゲームの流れ
- 最初の回のディーラーは任意の方法で決める。ディーラーは3枚ずつまとめてすべてのカードを配る。
- ビッドはディーラーの左隣の人から行う。チームで得点するつもりの点数を宣言する。最低の宣言は15点。（得点は下記参照のこと。）今までにビッドしたプレイヤーがいたらそれより高い点数のビッドをしなくてはならない。ビッドをしたくなければパスをする。パスをした人は再びビッドすることはできない。こうして一番高いビッドをした人がディクレアラーとなる。最初の3人がパスをしたときは、ディーラーは15点のビッドをしなければならない。
- ビッドが終わると、ディクレアラーは切り札のスートを決める。
- 切り札のスートが決まると、全てのプレイヤーは宣言をしてメルドの点数を得られる。宣言するときは、構成している全てカードを表向きにして他のプレイヤーに見せなければならないが、プレイが始まる前には手札に戻す。

### プレイ
- ディクレアラーは最初のトリックのリードをする。順番は時計回り。切り札が出ていないときは、台札のスートで最も強いランクのカードを出した人が勝ち。切り札が出たときは、最も強い切り札を出した人が勝つ。取ったトリックは裏向きにしてチームごとにまとめておく。
- カードの出し方は以下の通り。

1. 台札のスートがあれば、そのスートを出す。
2. 台札のスートがなければ、切り札を出す。
3. 台札のスートも切り札もなければどのカードでも出せる。
4. 但し1～2の制限で、今までに出された最強のカード（パートナーが出したカードも含む）に勝てるカードがあれば、出さなければならない。

### ゲームの終了
- 得点計算をしてどちらかのチームが150点以上に達していたら、ゲーム終了。
- 両方のチームが150点以上だったら、得点に関係なく、最後にディクレアラーになったチームが勝つ。

## メルドの種類と得点計算

### メルド（meld）
ラン（run）切り札のA、K、Q、J、10があった場合は15点もらえる。（2組あった場合は150点。）
ロイヤル・マリッジ（royal marriage）切り札のK、Qがあった場合は4点もらえる。（2組あった場合は8点。）しかし、ランと重複したときはロイヤル・マリッジの点数を数えない。
マリッジ（marriage）切り札以外のK、Qがあった場合は2点もらえる。（2組あった場合は4点。）
エース・アラウンド（aces around）各スートのAがあった場合は10点もらえる。（2組あった場合は100点。）
キング・アラウンド（kings around）各スートのKがあった場合は8点もらえる。（2組あった場合は80点。）
クイーン・アラウンド（queens around）各スートのQがあった場合は6点もらえる。（2組あった場合は60点。）
ジャック・アラウンド（jacks around）各スートのJがあった場合は4点もらえる。（2組あった場合は40点。）
ピノクル（pinochle）Q♠とJ♦があった場合は4点もらえる。（2組あった場合は30点。）
ディース（dix／deece）切り札の9があった場合は1点もらえる。（2枚あった場合は2点。）

### 得点
- 各チームはそのゲームで取ったカードの点数を数える。カードの点数は以下のとおり。
  - 各スートのA、10、K・・・1点
  - それ以外・・・0点
- 最後のトリックを取ったチームは、更に1点が加算される。（これにより1ディールの得点は25点。）
- ただし，ディクレアラーのチームは，プレイの点数とメルドの点数を足した得点がビッドの点数かそれ以上でない場合には，ビッド失敗となり，このディールの得点は，取った点数に関わりなく，メルドの点数の分だけマイナスされる。
- また，あるチームが1トリックも取れなかったときには，それがディクレアラーのチームならば，ビッドが失敗となり，ビッドの点数がマイナス点となる。ディクレアラーでない方のチームならば，メルドの点数があっても認められず，そのディールの得点は0点になる。